# 川前站
川前站（日语：／ Kawamae eki */?）是位於日本福岛县磐城市川前町川前字中之萱，屬於东日本旅客铁道（JR東日本）磐越东线的鐵路車站。

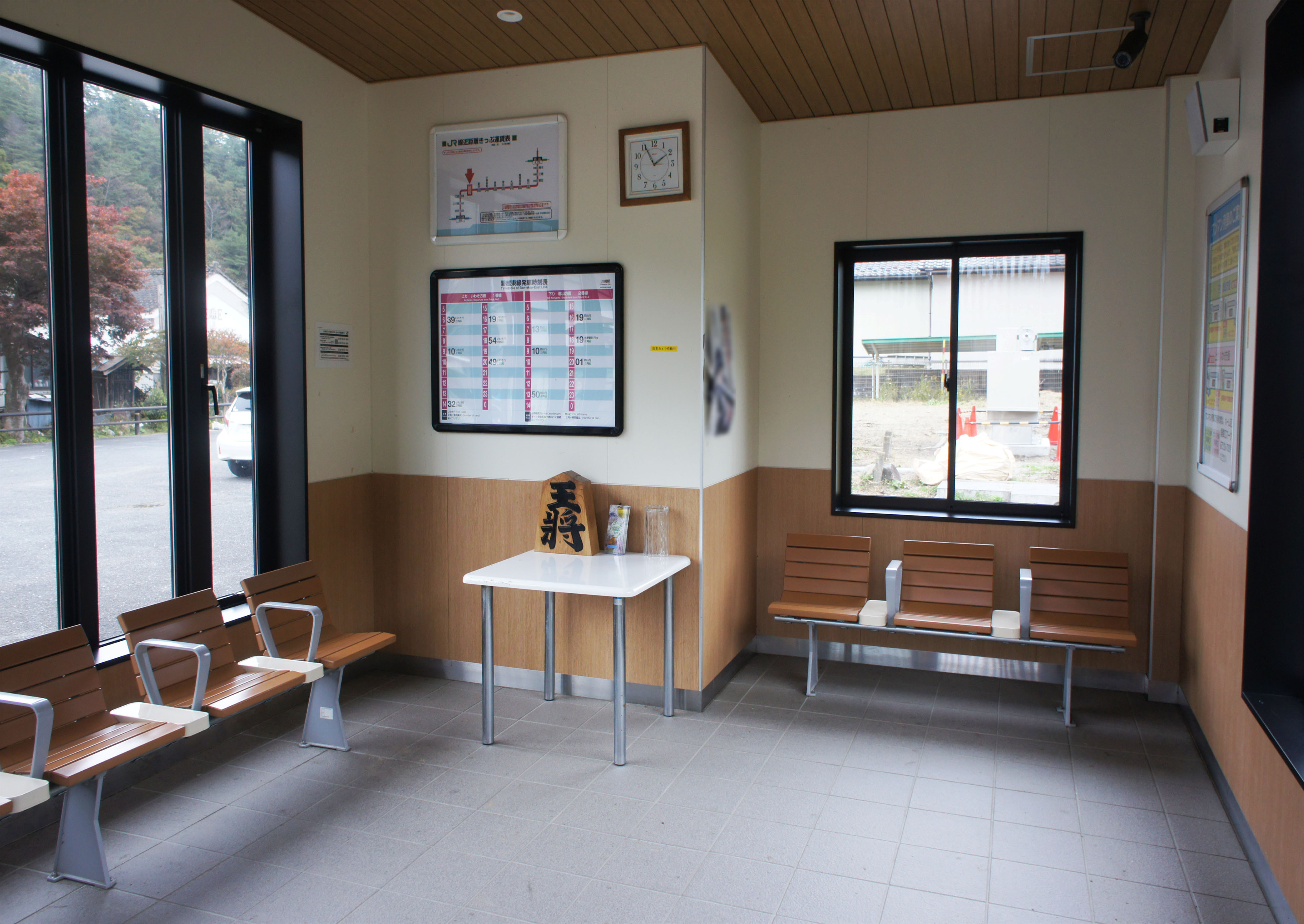
車站內部(2021年10月)

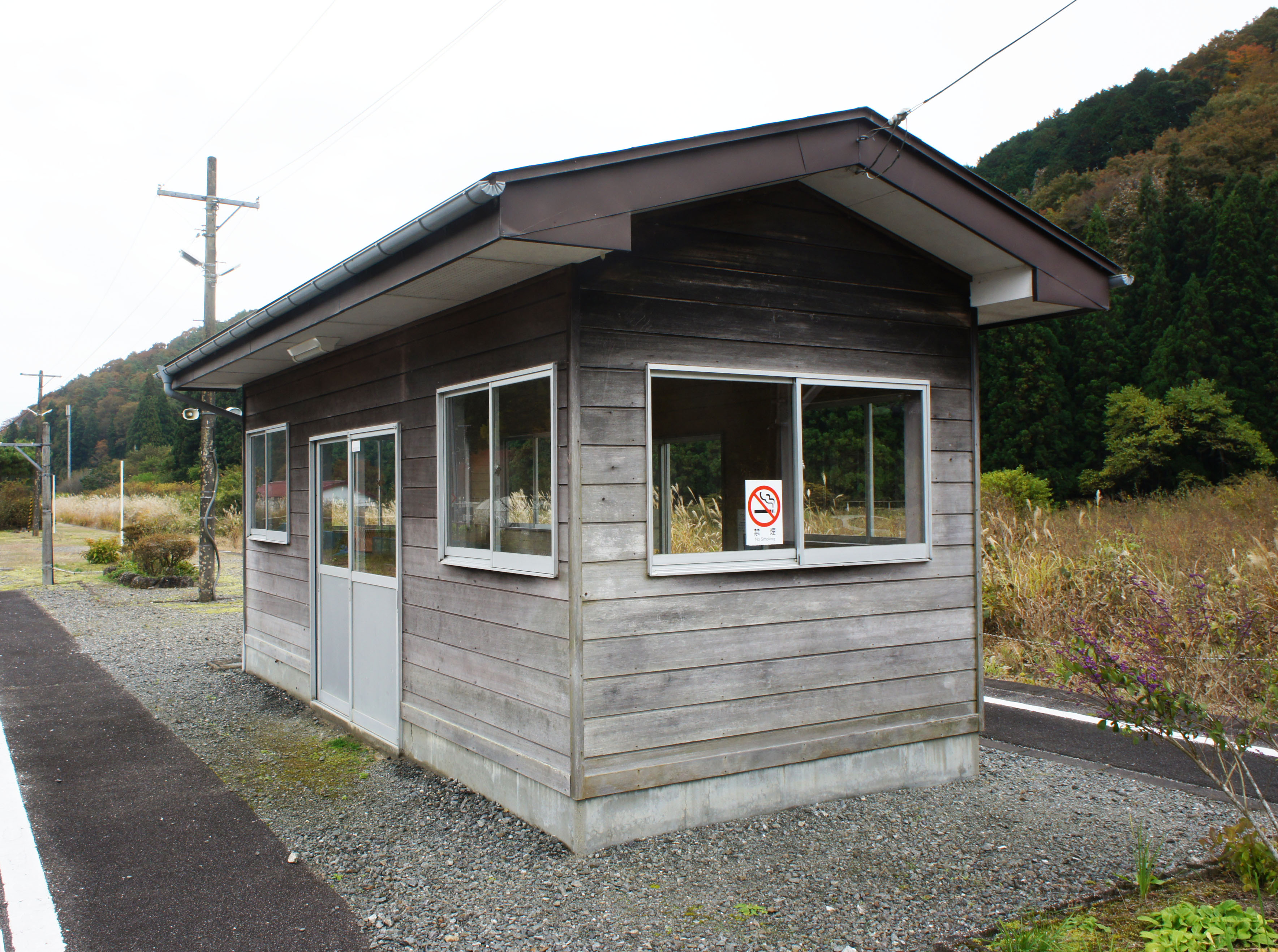
月台上的候車室(2021年10月)

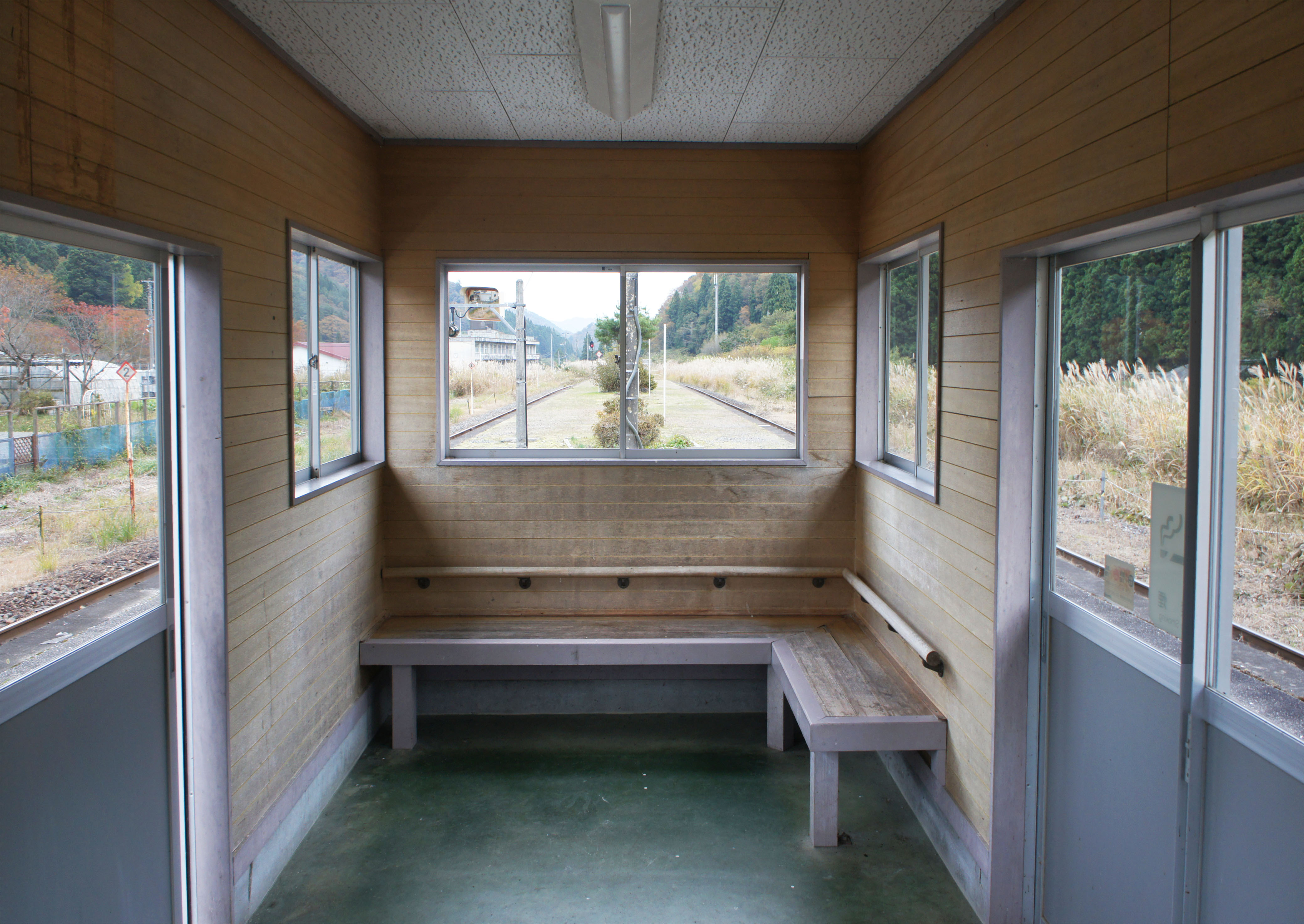
候車室内(2021年10月)

## 历史

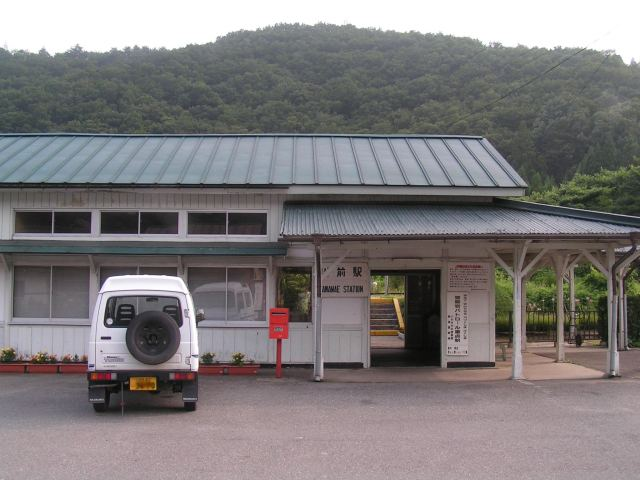
舊站房(2005年8月)

- 1917年10月10日 - 车站投入运营[1]。
- 1987年4月1日 - 国铁分割民营化后成为JR东日本车站。
- 1989年3月11日 - 无人化改造。
- 2016年4月1日 - 三春站业务委托化，管理站变更为郡山站[1]。
- 2017年 - 重建新站房。

## 车站结构

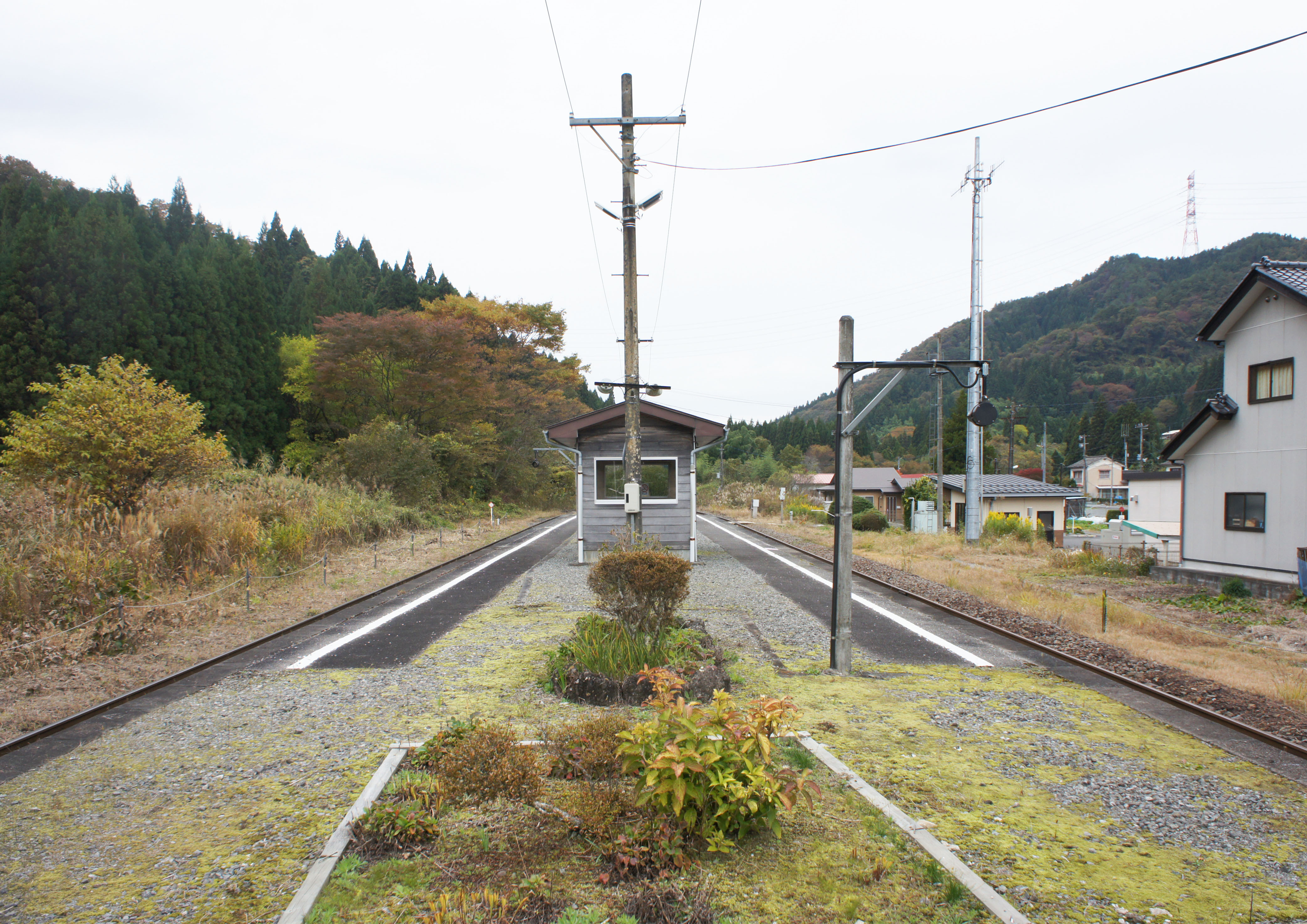
月台(2021年10月)

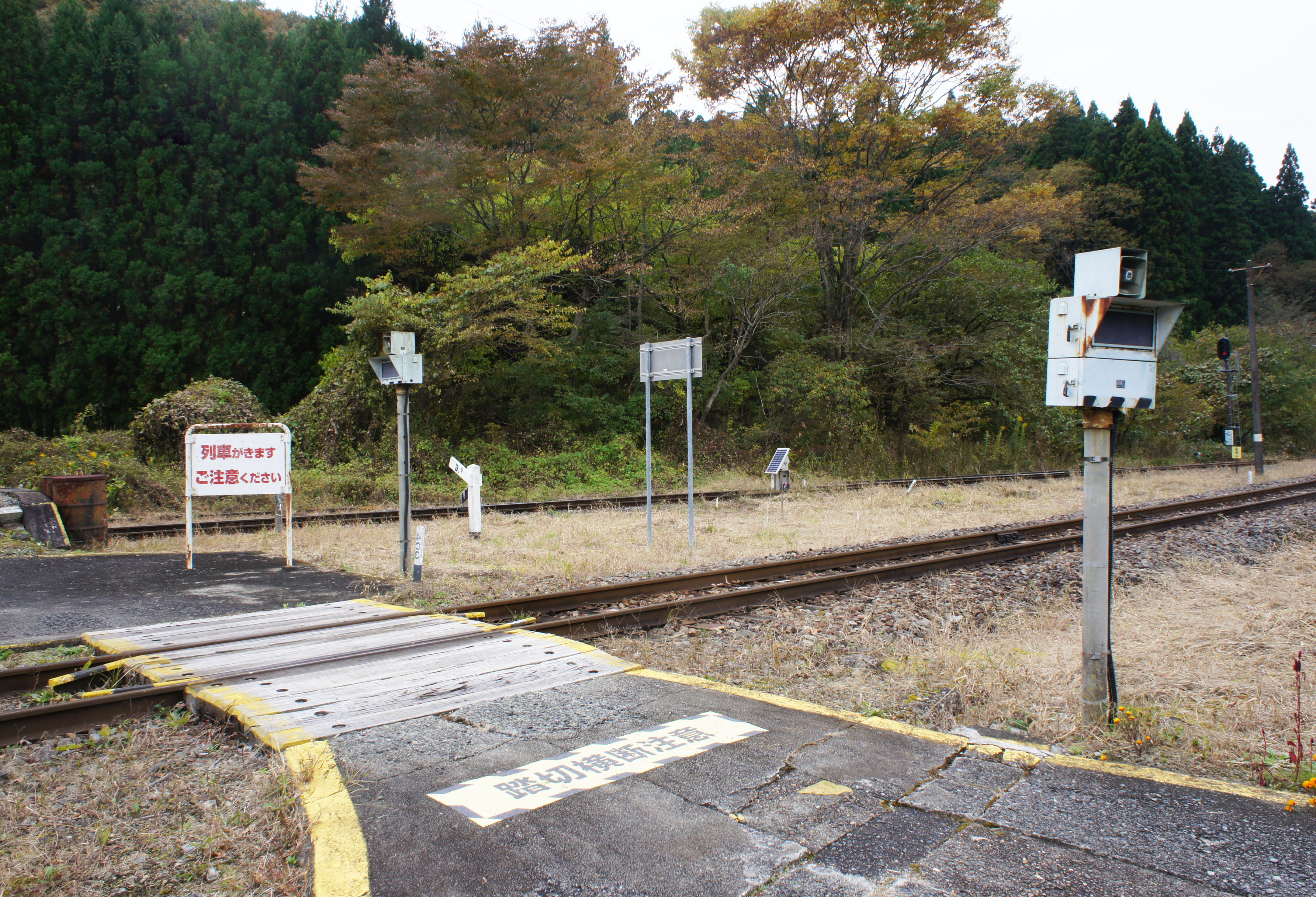
平交道(2021年10月)

本站為岛式月台1台2线的地上车站。两个月台间通过道口连接。本站是由郡山站管理的无人车站，於2017年進行站房重建。站台上仍残留有古老的候车室。

### 站台配置
| 站台 | 路线      | 方向 | 目的地                   |
| ---- | --------- | ---- | ------------------------ |
| 1    | ■磐越东线 | 上行 | 磐城方向                 |
| 2    | ■磐越东线 | 下行 | 小野新町、三春、郡山方向 |

## 相鄰車站
東日本旅客鐵道
■磐越东線
江田－小川乡－夏井